# 1st American Tour 1965 (The Rolling Stones)
1st American Tour 1965 bylo koncertní turné britské rockové skupiny The Rolling Stones, které sloužilo jako propagace studiového alba The Rolling Stones, Now! Turné bylo zahájeno koncertem v Montréalu v Kanadě a bylo zakončeno v New York City v New Yorku.

## Setlist
Toto je nejčastější hraný seznam skladeb.
Autory všech skladeb jsou Jagger/Richards pokud není uvedeno jinak.
1. Everybody Needs Somebody To Love (Wexler/Berns/Burke)
2. Around and Around (Berry)
3. Off The Hook
4. Little Red Rooster (Dixon)
5. Time Is On My Side (Meade/Ragovoy)
6. Carol (Berry)
7. It's All Over Now
8. Route 66 (Troup)
9. I'm Alright (Diddley)
10. Pain In My Heart
11. The Last Time

## Sestava
The Rolling Stones
- Mick Jagger – (zpěv, harmonika, perkuse)
- Keith Richards – (kytara, doprovodný zpěv)
- Brian Jones – (kytara, harmonika, Hammondovy varhany, doprovodný zpěv)
- Bill Wyman – (baskytara, doprovodný zpěv)
- Charlie Watts – (bicí)

## Turné v datech
| Datum                        | Město          | Stát          | Místo                   |
| ---------------------------- | -------------- | ------------- | ----------------------- |
| 23. dubna 1965               | Montreal       | Kanada        | Maurice Richard Arena   |
| 24. dubna 1965               | Ottawa         | Kanada        | Auditorium              |
| 25. dubna 1965               | Toronto        | Kanada        | Maple Leaf Gardens      |
| 26. dubna 1965               | London         | Kanada        | Treasure Island Gardens |
| 29. dubna 1965 (2 koncerty)  | Albany         | Spojené státy | Palace Theatre          |
| 30. dubna 1965               | Worcester      | Spojené státy | Memorial Auditorium     |
| 1. května 1965               | New York City  | Spojené státy | Academy Of Music        |
| 2. května 1965               | Filadelfie     | Spojené státy | Convention Hall         |
| 4. května 1965               | Statesboro     | Spojené státy | Hanner Gymnasium        |
| 6. května 1965               | Clearwater     | Spojené státy | Jack Russell Stadium    |
| 7. května 1965               | Birmingham     | Spojené státy | Legion Field Stadium    |
| 8. května 1965               | Jacksonville   | Spojené státy | Coliseum                |
| 9. května 1965               | Chicago        | Spojené státy | Arie Crown Theater      |
| 14. května 1965              | San Francisco  | Spojené státy | New Civic Auditorium    |
| 15. května 1965              | San Bernardino | Spojené státy | Swing Auditorium        |
| 16. května 1965              | Long Beach     | Spojené státy | Civic Auditorium        |
| 17. května 1965              | San Diego      | Spojené státy | Convention Hall         |
| 21. května 1965              | San Jose       | Spojené státy | Civic Auditorium        |
| 22. května 1965              | Fresno         | Spojené státy | Ratcliffe Stadium       |
| 23. května 1965              | Sacramento     | Spojené státy | Municipal Auditorium    |
| 29. května 1965 (3 koncerty) | New York City  | Spojené státy | Academy Of Music        |